# كاثلين ك. جيلمور
كاثلين ك. جيلمور (بالإنجليزية: Kathleen K. Gilmore)‏ هي عالمة آثار أمريكية، ولدت في 12 نوفمبر 1914 في ألتوس في الولايات المتحدة، وتوفيت في 18 مارس 2010 في دالاس في الولايات المتحدة.